# Département de l'Est
Le département de l'Est est un district administratif militaire créé par l'armée américaine à plusieurs reprises dans son histoire. La première activation se déroule de 1853 à 1861, le deuxième département de l'Est est actif de 1863 à 1873, et le dernier de 1877 à 1913.

## Histoire
Dans le cadre d'une importante réorganisation des territoires de l'ouest, après le 31 octobre 1853, l'échelon de division est éliminé et les six départements de l'ouest sont regroupés en quatre (départements du Texas, du Nouveau-Mexique, de l'Ouest, du Pacifique). Les quatre départements (1er-4e) de la division de l'Est similaire sont consolidés dans le département de l'Est, avec des frontières qui englobent tous les États à l'est du fleuve Mississippi. Il reste ainsi jusqu'au 17 août 1861, lorsque la guerre de Sécession crée le besoin d'une grande augmentation dans l'armée de Union et plus de départements pour les administrer et le département de l'Est est abandonné. 
Le 3 janvier 1863, le département de l'Est est relancé, pour gérer le plusieurs districts et postes créés par la guerre de Sécession dans les États de New York, du New Jersey et les États de la Nouvelle-Angleterre. Il est subordonné à la division militaire de l'Atlantique, de 1865 à 1866 et la division de l'Atlantique, en 1868, jusqu'à ce que ce département est interrompu en 1873. 
De nouveau, le département de l'Est est relancé en 1877, une fois de plus subordonné à la division de l'Atlantique, jusqu'à ce que le département soit arrêté en 1891. En 1911, il devient subordonné à la nouvelle division orientale, jusqu'à ce que le département de l'Est soit abandonné en 1913, étant remplacé par le département oriental. Le département oriental est abandonné lorsque le commandement de l'armée est réorganisé par l'amendement de 1920 à la Loi sur la Défense de 1916.

## Quartiers généraux
Les quartiers généraux du département de l'est de 1853-1861 se trouvent en 1861 à Troy, New York.
Les quartiers généraux du dernier département de l'est sont situés à l'origine dans des bureaux loués dans la ville de New York jusqu'en 1878, lorsque le département de la Guerre, déplace l'ensemble des fonctions centrales à travers le pays dans des postes de l'armée en raison de considérations économiques. Les quartiers généraux sont transférés au fort Columbus, rebaptisé fort Jay en 1904 sur Governors Island, dans le port de New York.

## Commandants du département de l'Est de 1853-61
- Major général John E. Wool 1853-1854
- Brigadier général breveté James Monroe Bankhead 1854-1856
- Major général John E. Wool 1857 – 17 août 1861

## Commandants du département de l'Est de 1863-1873
- Major général John E. Wool 3 janvier 1863 – 18 juillet 1863
- Major général John A. Dix, 18 juillet 1863 – 27 juin 1865[4]
- Major général Joseph Hooker 27 juin 1865 – août 1866
- Major général George Gordon Meade, août 1866 – 2 janvier 1868
- Major général Thomas W. Sherman 2 janvier 1868 – 16 juillet 1868
- Major général Irvin McDowell 16 juillet 1868 – 16 décembre 1872

## Commandants du département de l'Est de 1877-1913
En 1878, le département de la Guerre ordonne que toutes les commandements, s'ils ne sont pas situés dans un poste, doivent renoncer aux bureaux loués et aux indemnités de logement hors-poste et déplacer leurs quartiers généraux et leur état-major dans le poste de l'armée le plus proche. Dans la ville de New York, les quartiers généraux sont transférés au fort Colombus sur Governors Island, dans le port de New York.
- 1878 Winfield S. Hancock
- 1886 John M. Schofield
- 1888 Oliver O. Howard
- 1891 John M. Schofield
- 1891 Oliver O. Howard
- 1894 Nelson A. Miles
- 1895 Thomas H. Ruger
- 1897 Wesley Merritt
- 1898, 20 mai au 2 juillet Royal Thaxter Frank
- 1898, 2 juillet au 24 octobre, George L. Gillespie
- 1898 William R. Shafter
- 1899 Wesley Merritt
- 1900 John R. Brooke
- 1902 Arthur MacArthur Jr.
- 1902 Adna R. Chaffee
- 1903 Henry C. Corbin
- 1904 Frederick D. Grant
- 1904 James F. Wade
- 1907 Frederick D. Grant
- 1908 Leonard Wood
- 1910 Frederick D. Grant
- 1912 Tasker H. Bliss
- 1912 Thomas H. Barry (en)

## Commandants du département oriental de 1913-1920
- 1913 Thomas H. Barry (en)
- 1914 Robert K. Evans
- 1914 Leonard Wood
- 1917 J. Franklin Bell
- 1917 Eli D. Hoyle
- 1918 William A. Mann
- 1918 J. Franklin Bell